# Tambovka, Nîjnohirskîi
Tambovka (în ucraineană Тамбовка) este un sat în comuna Ivanivka din raionul Nîjnohirskîi, Republica Autonomă Crimeea, Ucraina.

## Demografie
Componența lingvistică a localității Tambovka
     Rusă (72,77%)
     Tătară crimeeană (21,83%)
     Ucraineană (5,4%)
Conform recensământului din 2001, majoritatea populației localității Tambovka era vorbitoare de rusă (72,77%), existând în minoritate și vorbitori de tătară crimeeană (21,83%) și ucraineană (5,4%).